# Tocópero (municipalité)
Pour les articles homonymes, voir Tocopero.
Tocópero est l'une des 25 municipalités de l'État de Falcón au Venezuela. Son chef-lieu est Tocópero. En 2011, la population s'élève à 5 519 habitants.

## Géographie

### Subdivisions
Selon l'Institut national de statistique et contrairement à la plupart des municipalités du pays, la municipalité de Tocópero ne comporte aucune paroisse civile.